# Liste der Premierminister von Prince Edward Island

Flagge von
Prince Edward Island

Diese Liste führt die Premierminister (engl. premier) der kanadischen Provinz Prince Edward Island auf. Prince Edward Island besitzt ein Einkammernparlament mit einer auf dem Westminster-System basierenden parlamentarischen Regierung. Dabei ist der Premierminister zugleich Vorsitzender jener Partei, die in der Legislativversammlung die meisten Sitze hält. Der Premierminister tritt als Regierungschef auf, während das Staatsoberhaupt, der kanadische Monarch, durch einen Vizegouverneur (lieutenant governor) vertreten wird. Außerdem stellt der Premierminister aus den Reihen der gewählten Abgeordneten die als Exekutivrat bezeichnete Regierung zusammen und steht dieser vor. Vor dem Beitritt zur Kanadischen Konföderation im Jahr 1873 war Prince Edward Island eine britische Kronkolonie. Das Recht zur Selbstverwaltung bestand seit 1851.

## Liste der Premierminister von Prince Edward Island
| Premierminister der Kolonie Prince Edward Island (1851–1873) | Premierminister der Kolonie Prince Edward Island (1851–1873) | Premierminister der Kolonie Prince Edward Island (1851–1873) | Premierminister der Kolonie Prince Edward Island (1851–1873) |
| Premierminister (Partei)                                     | Premierminister (Partei)                                     | Premierminister (Partei)                                     | Zeitraum                                                     |
| ------------------------------------------------------------ | ------------------------------------------------------------ | ------------------------------------------------------------ | ------------------------------------------------------------ |
|                                                              | 1.                                                           | George Coles (Liberal Party)                                 | 24. April 1851 – 1854 (1. Amtszeit)                          |
|                                                              | 2.                                                           | John Holl (Conservative Party)                               | 1854 – 1855                                                  |
|                                                              | -                                                            | George Coles (Liberal Party)                                 | 1855 – 1859 (2. Amtszeit)                                    |
|                                                              | 3.                                                           | Edward Palmer (Conservative Party)                           | 1859 – 1863                                                  |
|                                                              | 4.                                                           | John Hamilton Gray (Conservative Party)                      | 1863 – 1865                                                  |
|                                                              | 5.                                                           | James Colledge Pope (Conservative Party)                     | 1865 – 1867 (1. Amtszeit)                                    |
|                                                              | -                                                            | George Coles (Liberal Party)                                 | 1867 – 1869 (3. Amtszeit)                                    |
|                                                              | 6.                                                           | Joseph Hensley (Liberal Party)                               | 1869                                                         |
|                                                              | 7.                                                           | Robert Haythorne (Liberal Party)                             | 1869 – 1870 (1. Amtszeit)                                    |
|                                                              | -                                                            | James Colledge Pope (Koalitionsregierung)                    | 1870 – 1872 (2. Amtszeit)                                    |
|                                                              | -                                                            | Robert Haythorne (Liberal Party)                             | 1872 – April 1873 (2. Amtszeit)                              |
|                                                              |                                                              |                                                              |                                                              |
| Premierminister der Provinz Prince Edward Island (seit 1873) |                                                              |                                                              |                                                              |
| Premierminister (Partei)                                     | Premierminister (Partei)                                     | Premierminister (Partei)                                     | Zeitraum                                                     |
|                                                              | 1.                                                           | James Colledge Pope (Conservative Party)                     | April 1873 – September 1873 (3. Amtszeit)                    |
|                                                              | 2.                                                           | Lemuel Owen (Conservative Party)                             | September 1873 – August 1876                                 |
|                                                              | 3.                                                           | Louis Henry Davies (Koalitionsregierung)                     | August 1876 – 25. April 1879                                 |
|                                                              | 4.                                                           | William Wilfred Sullivan (Conservative Party)                | 25. April 1879 – November 1889                               |
|                                                              | 5.                                                           | Neil McLeod (Conservative Party)                             | November 1889 – 27. April 1891                               |
|                                                              | 6.                                                           | Frederick Peters (Liberal Party)                             | 27. April 1891 – Oktober 1897                                |
|                                                              | 7.                                                           | Alexander Warburton (Liberal Party)                          | Oktober 1897 – August 1898                                   |
|                                                              | 8.                                                           | Donald Farquharson (Liberal Party)                           | August 1898 – 29. Dezember 1901                              |
|                                                              | 9.                                                           | Arthur Peters (Liberal Party)                                | 29. Dezember 1901 – 29. Januar 1908                          |
|                                                              | 10.                                                          | Francis Haszard (Liberal Party)                              | 1. Februar 1908 – 16. Mai 1911                               |
|                                                              | 11.                                                          | Herbert James Palmer (Liberal Party)                         | 16. Mai 1911 – 2. Dezember 1911                              |
|                                                              | 12.                                                          | John Alexander Mathieson (Conservative Party)                | 2. Dezember 1911 – 21. Juni 1917                             |
|                                                              | 13.                                                          | Aubin-Edmond Arsenault (Conservative Party)                  | 21. Juni 1917 – 9. September 1919                            |
|                                                              | 14.                                                          | John Howatt Bell (Liberal Party)                             | 9. September 1919 – 5. September 1923                        |
|                                                              | 15.                                                          | James David Stewart (Conservative Party)                     | 5. September 1923 – 21. August 1927 (1. Amtszeit)            |
|                                                              | 16.                                                          | Albert Charles Saunders (Liberal Party)                      | 21. August 1927 – 20. Mai 1930                               |
|                                                              | 17.                                                          | Walter Maxfield Lea (Liberal Party)                          | 20. Mai 1930 – 29. August 1931 (2. Amtszeit)                 |
|                                                              | -                                                            | James David Stewart (Conservative Party)                     | 29. August 1931 – 10. Oktober 1933 (2. Amtszeit)             |
|                                                              | 18.                                                          | William J. P. MacMillan (Conservative Party)                 | 14. Oktober 1933 – 15. August 1935                           |
|                                                              | -                                                            | Walter Lea (Liberal Party)                                   | 15. August 1935 – 14. Januar 1936 (2. Amtszeit)              |
|                                                              | 19.                                                          | Thane Campbell (Liberal Party)                               | 14. Januar 1936 – 11. Mai 1943                               |
|                                                              | 20.                                                          | John Walter Jones (Liberal Party)                            | 11. Mai 1943 – 25. Mai 1953                                  |
|                                                              | 21.                                                          | Alexander Wallace Matheson (Liberal Party)                   | 25. Mai 1953 – 16. September 1959                            |
|                                                              | 22.                                                          | Walter Russell Shaw (Progressive Conservative Party)         | 16. September 1959 – 28. Juli 1966                           |
|                                                              | 23.                                                          | Alex Campbell (Liberal Party)                                | 28. Juli 1966 – 18. September 1978                           |
|                                                              | 24.                                                          | Bennett Campbell (Liberal Party)                             | 18. September 1978 – 3. Mai 1979                             |
|                                                              | 25.                                                          | Angus MacLean (Progressive Conservative Party)               | 3. Mai 1979 – 17. November 1981                              |
|                                                              | 26.                                                          | James Lee (Progressive Conservative Party)                   | 17. November 1981 – 2. Mai 1986                              |
|                                                              | 27.                                                          | Joe Ghiz (Liberal Party)                                     | 2. Mai 1986 – 25. Januar 1993                                |
|                                                              | 28.                                                          | Catherine Callbeck (Liberal Party)                           | 25. Januar 1993 – 9. Oktober 1996                            |
|                                                              | 29.                                                          | Keith Milligan (Liberal Party)                               | 9. Oktober 1996 – 27. November 1996                          |
|                                                              | 30.                                                          | Pat Binns (Progressive Conservative Party)                   | 27. November 1996 – 12. Juni 2007                            |
|                                                              | 31.                                                          | Robert Ghiz (Liberal Party)                                  | 12. Juni 2007 – 23. Februar 2015                             |
|                                                              | 32.                                                          | Wade MacLauchlan (Liberal Party)                             | 23. Februar 2015 – 9. Mai 2019                               |
|                                                              | 33.                                                          | Dennis King (Progressive Conservative Party)                 | 9. Mai 2019 – amtierend                                      |